# Людина із золотою рукою
«Людина із золотою рукою» (англ. The Man with the Golden Arm) — американський фільм Отто Премінґера за однойменним романом Нельсона Альгрена з Френком Сінатрою у головній ролі.

## Зміст
Френкі — професійний гравець у карти. Він нещодавно вилікувався від наркотичної залежності й тепер хоче зав'язати зі своїм минулим. Та обставини складаються несприятливо і все навколо штовхає його на стару стежку, яка веде прямо в пекло. Крім однієї людини, яка всіма силами буде намагатися врятувати героя від навколишніх і самого себе.

## Відмінності сценарію від роману
За романом Зош має параліч психосоматичного походження. І вбивство з необережності здійснює не вона, а сам Френкі. Фінал у романі Нельсона Альгрена, на відміну від сценарію, похмуріший — Френкі в повній безпорадності робить спробу суїциду.

## В ролях
- Френк Сінатра — Френкі Макін
- Елінор Паркер — Зош
- Кім Новак — Моллі
- Арнольд Стенг — Горобець
- Даррен Макгевін — Луї Фоморовскі
- Роберт Штраусс — Зеро Швіфка
- Джон Конте — П'яничка Джон
- Доро Меранде — Ві
- Джордж Е. Стоун — Сем Маркетт
- Джордж Метьюс — Вільямс
- Леонід Кінскі — Доміновскі
- Еміль Майер — детектив Беднар